# 小行星7998
小行星7998（7998 Gonczi）是一颗绕太阳运转的小行星，为主小行星带小行星。该小行星于1985年5月15日发现。

## 轨道参数
小行星7998的轨道半长轴为2.3478590 UA，离心率为0.119。